# Антоніу Алберту Баштуш Пімпарел
Антоніу Алберту Баштуш Пімпарел (порт. António Alberto Bastos Pimparel, нар. 1 травня 1982, Лісабон), відоміший за прізвиськом Бету, — португальський футболіст, воротар турецького «Гезтепе» і національної збірної Португалії.

## Клубна кар'єра
Вихованець футбольної школи клубу «Спортінг».
У дорослому футболі дебютував 2000 року виступами за другу команду клубу «Спортінга», в якій провів два сезони, взявши участь у 25 матчах чемпіонату.
В сезоні 2002-03 на умовах оренди грав за команду клубу «Каза Піа». 2003 року повернувся до розташування «Спортінга», однак пробитися до головної команди клубу знову не зміг, захищав ворота команди дублерів.
Згодом з 2004 по 2008 рік грав у складі команд клубів «Шавіш», «Марку» та «Лейшойнш».
Своєю грою за останню команду привернув увагу представників тренерського штабу клубу «Порту», до складу якого приєднався 2009 року. Відіграв за клуб з Порту наступні два сезони своєї ігрової кар'єри. Був резервним голкіпером команди, провівши за два роки у її складі в чемпіонаті лише 12 матчів.
2011 року на умовах оренди приєднався до складу румунського клубу «ЧФР Клуж», де протягом сезону був основним воротарем команди і допоміг їй здобути перемогу в чемпіонаті Румунії.

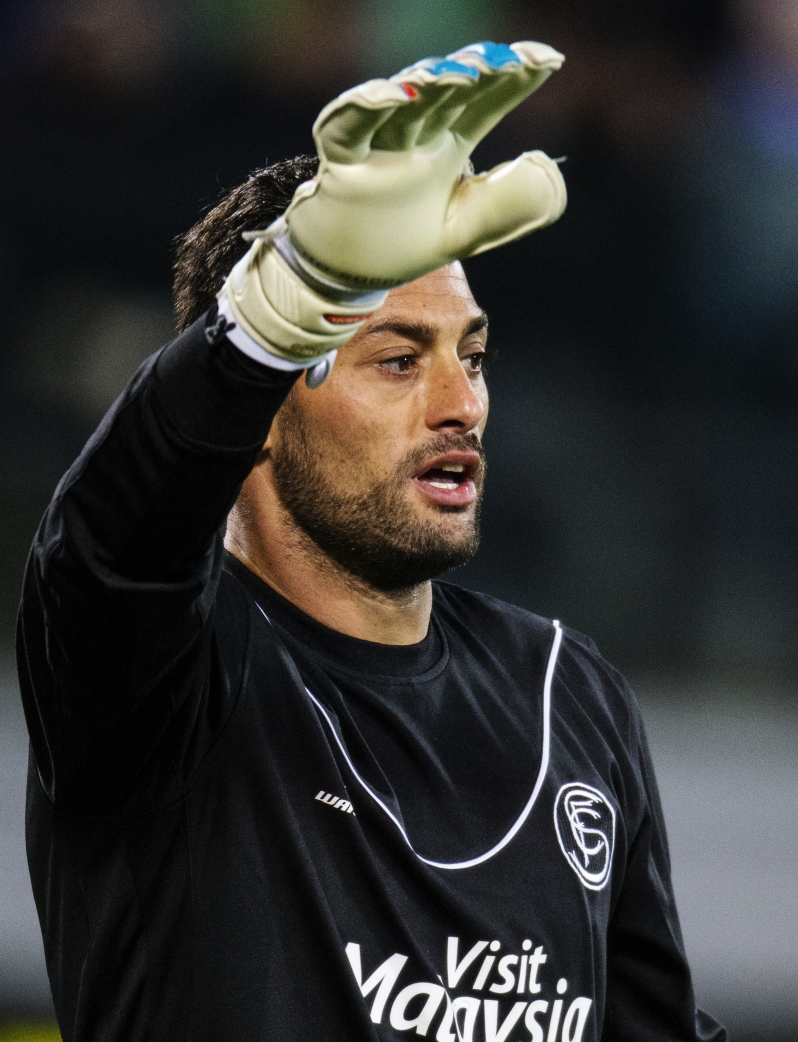
Бету під час виступів за «Севілью». 23 квітня 2015 року.

Влітку 2012 року повернувся на батьківщину, де уклав дворічний контракт з «Брагою». Проте вже за півроку, на початку 2013 Бету перебрався до Іспанії, де на умовах оренди приєднався до «Севільї», яка шукала заміну резервному голкіперу Дієго Лопесу, що перебрався до мадридського «Реала». В андалуському клубі, втім, відразу ж став основним воротарем, оскільки досвідчений Андрес Палоп незадовго до прибуття до команди Бету травмувався. Португалець сповна скористався цим шансом і надовго став головним кандидатом на місце у воротах «Севільї», яка влітку 2013 уклала з ним повноцінний контракт.
У сезоні 2013/14 Бету провів 43 матчі за «Севілью» і допоміг їй виграти Лігу Європи, відбивши два удари в серії післяматчевих пенальті у фіналі проти «Бенфики». Пізніше португалець став третім воротарем команди після Серхіо Ріко і Давіда Сорїї, в результаті чого влітку 2016 року залишив команду вільним агентом.
6 серпня 2016 року Бету підписав дворічний контракт зі «Спортінгом». За свій рідний клуб він дебютував 13 жовтня 2016 року у віці 34 років та п'яти місяців, відстоявши «на нуль» в гостьовому матчі Кубка Португалії проти «Фамалікана». Тим не менш у чемпіонаті воротар відстояв лише у трьох матчах за сезон.
31 липня 2017 року 35-річний футболіст підписав контракт з турецьким «Гезтепе», який за підсумками сезону 2016/17 пробився у Суперлігу. Бету підписав контракт терміном на один рік, з можливістю продовження ще на сезон. У першому сезоні він був основним воротарем, зігравши 30 матчів у чемпіонаті і допоміг клубу зайняти високе 6 місце.

## Виступи за збірні
2003 року залучався до складу молодіжної збірної Португалії. На молодіжному рівні зіграв у 3 офіційних матчах.
2009 року дебютував в офіційних матчах у складі національної збірної Португалії, після чого регулярно викликався до нацціональної команди, проте участі в офіційних іграх не брав. Включався до складу збірної для участі в чемпіонаті світу 2010 року та чемпіонаті Європи 2012 року, на яких був резервним воротарем португальців.
На чемпіонаті світу 2014 року у Бразилії поїхав також як запасний голкіпер, проте після того як основний воротар португальців Руй Патрісіу у першій грі португальців на мундіалі не лише пропустив чотири голи від майбутніх переможців турніру, німців, але й зазнав пошкодження, наступні ігри турніру португальці розпочинали з Бету у воротах. Після нічиєї зі збірною США (2:2) та попри перемогу над ганцями (2:1) збірна Португалії припинила боротьбу на турнірі вже на груповій стадії.
Бету також був включений у заявку збірної на Кубок конфедерацій 2017, де португальці посіли третє місце, та чемпіонаті світу 2018 року у Росії, але на обох турнірах був запасним воротарем і дублером Руя Патрісіу.
Наразі провів у формі головної команди країни загалом 13 офіційних матчів.
| Дата       | Місто     | Господарі  | Результат | Гості              | Турнір             | Голи | Примітки |
| ---------- | --------- | ---------- | --------- | ------------------ | ------------------ | ---- | -------- |
| 10-06-2009 | Таллінн   | Естонія    | 0 – 0     | Португалія         | товариський матч   | -    |          |
| 26-05-2012 | Лейрія    | Португалія | 0 – 0     | Північна Македонія | товариський матч   | -    |          |
| 15-08-2012 | Фару      | Португалія | 2 – 0     | Панама             | товариський матч   | -    | 61'      |
| 14-11-2012 | Лібревіль | Габон      | 2 – 2     | Португалія         | товариський матч   | -2   |          |
| 14-08-2013 | Фару      | Португалія | 1 – 1     | Нідерланди         | товариський матч   | -1   |          |
| 05-03-2014 | Лейрія    | Португалія | 5 – 1     | Камерун            | товариський матч   | -1   | 46'      |
| 31-05-2014 | Оейраш    | Португалія | 0 – 0     | Греція             | товариський матч   | -    | 46'      |
| 22-06-2014 | Манаус    | США        | 2 – 2     | Португалія         | ЧС 2014 - 1-й етап | -2   |          |
| 26-06-2014 | Бразиліа  | Португалія | 2 – 1     | Гана               | ЧС 2014 - 1-й етап | -1   | 89'      |
| 18-11-2014 | Манчестер | Аргентина  | 0 – 1     | Португалія         | товариський матч   | -    |          |
| 16-06-2015 | Женева    | Італія     | 0 – 1     | Португалія         | товариський матч   | -    |          |
| 14-11-2017 | Лейрія    | Португалія | 1 – 1     | США                | товариський матч   | -1   |          |
| 23-03-2018 | Цюрих     | Португалія | 2 – 1     | Єгипет             | товариський матч   | -1   |          |
| Усього     |           | Матчів     | 13        |                    | Голів              | -9   |          |

## Титули і досягнення
- Чемпіон Португалії (1):

«Порту»: 2010–11
- Володар Кубка Португалії (2):

«Порту»: 2009–10, 2010–11
- Володар Суперкубка Португалії (2):

«Порту»: 2009, 2010
- Чемпіон Румунії (1):

«ЧФР»: 2011–12
- Переможець Ліги Європи (4):

«Порту»: 2010–11
«Севілья»: 2013–14, 2014–15, 2015–16
- Переможець Ліги націй УЄФА: 2018-19